# Les 39 Marches (film, 1935)
Pour les articles homonymes, voir Les 39 Marches.
Pour plus de détails, voir Fiche technique et Distribution.
Les 39 Marches (The 39 Steps) est un film d'espionnage britannique réalisé par Alfred Hitchcock, sorti en 1935, adapté du roman du même nom de John Buchan.

## Synopsis
À Londres, le Canadien Richard Hannay rencontre, au terme d'un spectacle musical interrompu bien singulièrement, une demoiselle, Annabella Smith, qui se prétend poursuivie. Il accepte de la cacher chez lui, où l'on assassine cette dernière. Craignant d'être accusé, il comprend qu'il ne pourra prouver son innocence de ce meurtre que s'il s'implique dans une intrigue d'espionnage. Il n'a que deux indices, une phrase qu'elle lui a dite sur une société secrète, « les 39 marches » et le nom d'un lieu en Écosse. il décide de se rendre là où la disparue devait aller, dans les Highlands. Et il est poursuivi par cette mystérieuse société criminelle évoquée par la victime, et par la police. En route, dans le train, il croise Pamela, une blonde qui envisage d'abord de le livrer aux autorités avant de l'aider,,.

## Fiche technique
- Titre original : The 39 Steps
- Titre français : Les 39 Marches
- Réalisation : Alfred Hitchcock
- Scénario : Charles Bennett[4], Ian Hay, John Buchan
- Histoire : John Buchan, d'après son roman homonyme[4]
- Producteur : Michael Balcon[5] et Ivor Montagu[6]
- Société de production : Gaumont British Picture Corporation
- Studios : Lime Grove
- Distribution :
  -  Gaumont British Picture Corporation
  -  Gaumont-France Distribution
- Direction artistique : Oscar Friedrich Werndorff[7] et Albert Jullion[7]
- Musique et direction musicale : Louis Levy[8]

- Musique additionnelle : Hubert Bath[7], Jack Beaver[7] et Charles Williams[7],[8]
- Photographie : Bernard Knowles
- Montage : Derek N. Twist
- Décors : Otto Werndorff et Albert Jullion
- Costumes : Marianne et Joe Strassner[9]
- Pays de production :  Royaume-Uni
- Langue : anglais
- Format : Noir et blanc - 35 mm
- Ratio : 1.37 : 1
- Son : Mono
- Genre : Espionnage, thriller
- Durée : 81 minutes
- Dates de sortie : 
  - Royaume-Uni : 6 juin 1935
  - États-Unis : 1er août 1935
  - France : 30 octobre 1935, 8 juin 1951 puis 14 avril 2010 (ressorties)

## Distribution
Légende : 1er doublage (1951) / 2d doublage (1985)
- Robert Donat[2] (VF : Jean Marchat / Hervé Bellon) : Richard Hannay / Mr. Hammond / Capitaine Fraser / Henry Hopkinson
- Madeleine Carroll[2] (VF : Pauline Larrieu) : Pamela / Mme Henry Hopkinson
- Lucie Mannheim[2] (VF : Martine Messager) : Mlle Annabella Smith
- Godfrey Tearle (VF : William Sabatier) : Professeur Jordan
- Peggy Ashcroft (VF : Anne Rochant) : Margaret
- John Laurie (VF : Marc Cassot)  : John
- Helen Haye : Mme Louisa Jordan
- Frank Cellier (VF : Marc de Georgi) : Shérif Watson
- Wylie Watson (VF : Serge Lhorca) : M. Mémoire (Mr Memory en V.O.)
- Gus McNaughton (VF : Claude Rollet) : voyageur de commerce
- Jerry Verno (VF : Claude d'Yd) : voyageur de commerce
- Peggy Simpson : domestique
- Ivor Barnard : président du meeting politique
- Hilda Travelyan (VF : Claude Chantal) : la femme de l'aubergiste
- Pat Hagate (VF : Jacques Ferrière) : le maître de cérémonie du music hall
- Quentin McPhearson (VF : Jean Violette) : le pasteur
- Frederick Piper (VF : Mario Santini) : le laitier

## Appréciation critique
- « Maître des sensations fortes et du suspense, de l'humour incongru et de l'horreur à froid, Hitchcock se sert de sa caméra, comme un peintre de son pinceau, stylisant son histoire et lui apportant des nuances que le scénariste aurait difficilement pu soupçonner… », New York Times, 1935.
- « À son aise, sûr de séduire, Hitchcock multiplie les beautés. Il est détendu. À la plénitude de la matière correspondent tout naturellement la plénitude du scénario et la plénitude de la mise en scène… », Claude Chabrol et Éric Rohmer, Éditions universitaires, 1957.
- « Le héros est un homme, pas un "Christ", et cet homme ne connaît que la femme qui le sauvera. Chez Hitchcock, ce sont toujours les femmes qui sauvent… », Noël Simsolo, Hitchcock, cinéma d'aujourd'hui, 1969.
- « Les 39 Marches marque son époque d'une manière indélébile. En simplicité, économie et technique cinématographique pure, il dépasse même Le Faucon maltais de John Huston. Ce film comporte déjà, et c'est assez surprenant, tous les thèmes que le réalisateur développera et perfectionnera par la suite… », Donald Spoto, L'Art d'Alfred Hitchcock, Edilig, 1976.
- « Tout est réussi dans le film. Le couple Donat/ Carroll est l'un des plus efficaces de la saga hitchcockienne, la poursuite échevelée à souhait, et le rocambolesque tient ici sa vraie place dans la stylistique de l'œuvre: une des premières… », Marc Cerisuelo, Dictionnaire des films, Larousse, 1990.

## Autour du film
- Porté par le succès de L'Homme qui en savait trop, première version, suivie d'un remake par lui-même en 1956, Hitchcock réalise un des films les plus enlevés de sa période anglaise[1],[10] qui éveille enfin l'attention du public américain.
- Si le film doit assurément à son duo d'acteurs qui se répondent parfaitement (Madeleine Carroll ouvrant une longue lignée de blondes hitchcockiennes), c'est surtout à l'écriture très serrée de son scénario multipliant les situations singulières que le film doit son rythme remarquable. À l'image de l'exposition qui place immédiatement le spectateur face à un meurtre et un MacGuffin[11]  bien intrigant.
- Le film est construit autour de la thématique chère à Hitchcock d'un homme commun soudain accusé à tort et poussé à la fuite pour prouver son innocence, thématique exploitée aussi dans Jeune et innocent, Cinquième Colonne, La Maison du docteur Edwardes et bien sûr La Mort aux trousses.
- Le film constitue la deuxième d'une longue série de collaborations prolifiques avec le scénariste Charles Bennett qui signe pour Hitchcock L'Homme qui en savait trop, Les 39 Marches, Agent secret, Jeune et innocent et Correspondant 17. L'auteur, dont on reporte qu'il a son caméo dans le film, avancera avec amertume (Hitchcock n'ayant jamais mis en avant l'apport de ses collaborateurs) que les apports du réalisateur sur le traitement des scénarios furent toujours mineurs, ce dont on peut douter devant la multiplicité des collaborations et la régulière qualité de ceux-ci tout au long de sa carrière.
- Un des apports les plus significatifs du scénario sur le roman[12], avec lequel il prend de nombreuses libertés, est la création du personnage de Pamela sans qui le film ne serait pas ce qu'il est.
- Bernard Eisenschitz, qui cite Claude Chabrol et Éric Rohmer, note que le scénario final emprunte plusieurs éléments au film Les Espions de Fritz Lang : une balle mortelle est arrêtée par un livre, le dénouement et l'arrestation du coupable (nommé Haghi) qui se passent sur la scène d'un théâtre sur laquelle ce dernier se produit[13].
- Humour macabre du cinéaste, le premier jour de tournage, Robert Donat et Madeleine Carroll se retrouvent à jouer la scène où ils sont attachés l'un à l'autre par une paire de menottes. Après plusieurs prises, Alfred Hitchcock s'éclipse en prétendant qu'il a perdu la clé. Il ne revient les délivrer qu'en fin d'après-midi.
- Caméo : apparition d'Alfred Hitchcock à la septième minute du film. Ce dernier est un passant qui dépasse Robert Donat et Lucie Mannheim lorsqu'ils prennent le bus à la sortie du théâtre.
- Dans le film une scène de poursuite dans un train  a été filmée sur le célèbre pont du Forth  de type cantilever reliant le council area d’Édimbourg à celui de Fife au dessus de la Forth en Écosse.
- L'Affaire Francis Blake : cet album de Blake et Mortimer reprend l'intrigue principale du film.

## Reprises
- Au cinéma :
  - 1959 : Les 39 Marches (The 39 Steps), film britannique de Ralph Thomas.
  - 1978 : Les 39 Marches (The Thirty-Nine Steps), film britannique de Don Sharp.
- À la télévision :
  - 2022 : mini-série de Edward Berger[14]

## Parodie
- Au théâtre : Les 39 Marches, au Théâtre La Bruyère, mise en scène d'Eric Metayer, avec Eric Metayer, Andréa Bescond, Christophe Laubion et Jean-Philippe Bèche[15].